# ألبرت إتش ويغين
ألبرت إتش ويغين (بالإنجليزية: Albert Henry Wiggin) هو مصرفي أمريكي، ولد في 21 فبراير 1868 في ميدفيلد في الولايات المتحدة، وتوفي في 21 مايو 1951 في غرينيتش في الولايات المتحدة.